# Acquanegra sul Chiese
Acquanegra sul Chiese là một đô thị tại tỉnh Mantova trong vùng Lombardia của Italia, có vị trí cách khoảng 100 km về phía đông nam của Milano và khoảng 30 km về phía tây của Mantova. Tại thời điểm ngày 31 tháng 12 năm 2004, đô thị này có dân số 2.997 người và diện tích là 28,3 km².
Đô thị Acquanegra sul Chiese có các frazione (đơn vị trực thuộc) Mosio.
Acquanegra sul Chiese giáp các đô thị: Asola, Bozzolo, Calvatone, Canneto sull'Oglio, Marcaria, Mariana Mantovana, Redondesco.